# Termodynamisk temperatur
Termodynamisk temperatur er en absolut måde at måle temperatur, og det er en af de vigtigste parametre inden for termodynamik.
Termodynamisk temperatur er defineret ved termodynamikkens 3. lov, hvor den teoretisk laveste temperatur er nul. Ved det absolutte nulpunkt har partiklerne i alle typer stof minimal bevægelse og kan ikke blive koldere. I den kvantemekaniske beskrivelse er stof ved det absolutte nulpunkt i sin grundtilstand og har dermed den lavest mulige energi. Termodynamisk temperatur kaldes også for absolut temperatur af to årsager: Den første, foreslået af Kelvin, er, at den ikke afhænger af partiklernes egenskaber i materialet; den anden er, at det referer til det absolutte nulpunkt ifølge egenskaberne for idealgaser.
SI-systemet specificerer en særlige skala for temordynamisk temperatur; Kelvin-skalaen bruges som måleenhed, og vands tripelpunkt ved 273,16 K bruges som det fundamentale fikspunkt. Historisk har der været anvendt andre skalaer til måling af termodynamisk temperatur. Rankine-skalaen, der bruger fahrenheit som enhed, anvendes stadig som en af de såkaldte English Engineering Units i USA inden for visse ingeniørvidenskaber. ITS-90 giver praktiske metoder til at estimere den termodynamiske temperatur med stor nøjagtighed.
Grundlæggende er stof temperatur i sin grundtilstand et udtryk for energien i de translationelle, vibrationelle og rotationelle bevægelser i stoffets partikler, som molekyle, atomer og subatomare partikler. Den samlede mængde af disse kinetiske bevægelser, sammen med potentiel energi i partiklerne, og nogle gange visse andre typer partikelenergi i ligevægt med disse, udgør den samlede indre energi. Den indre energi kaldes også varme eller termisk energi, når der ikke udføres noget arbejde på emnet fra omgivelserne eller fra emnet til omgivelserne. Den indre energi kan være lagret på en række forskellige måder i stoffet, der hver er en frihedsgrad. I ligevægtstilstanden vil hver frihedsgrad, jf. ligefordelingsloven, gennemsnitligt bidrage med energien {\displaystyle k_{\text{B}}T/2}, hvor {\displaystyle k_{\text{B}}} er Boltzmanns konstant, med mindre frihedsgraden er i et kvanteregime. De indre frihedsgrader (rotation, vibration osv.) kan være i et kvanteregime ved stuetemperatur, men translationelle frihedsgrader vil være i et klassisk regime, bortset fra ved ekstremt lave temperaturer (under 1 K). I de fleste situationer kan den termodynamiske temperatur altså betragtes som et gennemsnit af partiklernes gennemsnitlige translationelle kinetiske energi.